# Phidippus pulcherrimus
Phidippus pulcherrimus là một loài nhện trong họ Salticidae.
Loài này thuộc chi Phidippus. Phidippus pulcherrimus được Eugen von Keyserling miêu tả năm 1885.

## Hình ảnh

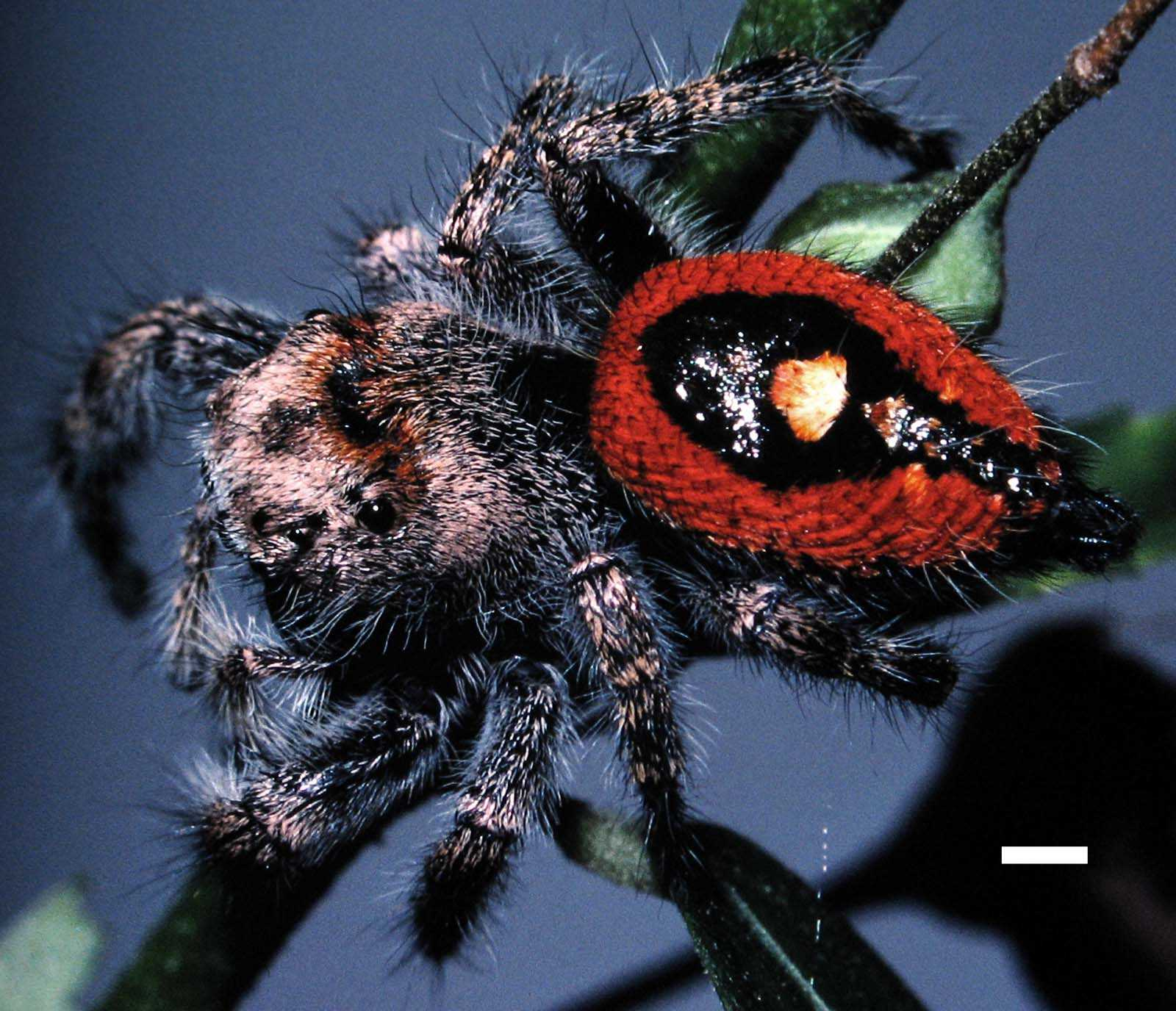